# Alija Bejtić
Alija Bejtić (Kukavice kod Rogatice, 1. maj 1920 — Sarajevo, 7. jul 1981) bio je bošnjački i jugoslovenski istoričar kulture, orijentalista i publicista.

## Biografija
Rođen je 1. maja 1920. godine u selu Kukavice kod Rogatice u istočnoj Bosni. Osnovnu školu je završio u Rogatici, a školovanje nastavio u Gazi Husrev-begovoj medresi, koju je završio 1943. godine, te tri godine kasnije dopunski ispit na Prvoj muškoj realnoj gimnaziji u Sarajevu. Diplomirao je na Arhitektonskom odsjeku Tehničkog fakulteta u Zagrebu 1955. godine sa radom „Povijest i umjetnost Foče na Drini“.
Nakon završetka studija zapošljava se u Zemaljskom zavodu za zaštitu spomenika kulture i prirodnih rijetkosti u Sarajevu, gdje ostaje do 1957. godine, a potom i u Urbanističkom zavodu Bosne i Hercegovine. Najveći dio radnog vijeka Bejtić je proveo u radu na zaštiti i konzervaciji spomenika kulture. U tom smislu njegov najveći profesionalni doprinos je bio u periodu između 1966. i 1977. godine, kada je obavljao dužnost direktora sarajevskog Gradskog zavoda za zaštitu spomenika kulture, sa čijeg je mjesta dao značajan doprinos zaštiti sarajevskih spomenika, naročito arhitektonsko-urbanističkog ansambla Baščaršije. Njegova studija „Stara sarajevska čacšija jučer, danas i sutra — osnove i  smjernice za regeneraciju“ je našla svoju praktičnu primjenu u podlozi plana uređenja Baščaršije.
Nakon odlaska iz Gradskog zavoda za zaštitu, prelazi u Orijentalni institut u Sarajevu gdje radi u zvanju naučnog savjetnika.
Bibliografija Alije Bejtića broji preko 420 jedinica (među kojima i 11 zasebnih djela), počev od 1939. godine kada izdaje svoj prvi rad „Dolazak Omer-paše u  Bosnu“ u Novom Beharu. Tematski se njegov opus dijeli na tri grupe: 1. radovi iz istorije i materijalne kulture Bosne i Hercegovine iz osmanskog perioda (koji su uopšte njegov najzančajniji doprinos istoriji i istoriji umjetnosti);  2. prevodilački radovi; 3. radovi na izučavanju književnog i folklornog blaga, naročito lirske i epske muslimanske narodne pjesme.
Od važnosti za jugoslovensku orijentalistiku i istoriju ističu se radovi u kojima se rasvjetljava lik, uloga i djelatnost pojedinih ličnosti iz perioda Bosne i Hercegovine pod osmanskom vlašću. To su radovi: „Bosanski namjesnik Mehmed paša Kukavica i njegove zadužbine u Bosni“ (Prilozi za orijentalnu filologiju i istoriju (POF) VI—VII, Sarajevo, 1956—57, 77—114); „Elči hadži Ibrahim-pašin vakuf u Travniku“ (el-Avdije, V/1942, 7, 165—179, 8-10, 277—240 i 11—12, 276—288); „Sarajlija Abdulah Drnišlija i  njegov zbornik bosanskih memorijala 1672—1719“ (Radovi — ANUBiH, Odjeljenje društvenih nauka, knjiga19, Sarajevo 1977, 201—241).
Interesovanje za kulturnu istoriju i poznavanje orijentalnih jezika, Bejtića su odvele i u tada slabo proučenu tematiku bosanskohercegovačke kulturne baštine na orijentalnim jezicima. Plod naučnoistraživačkog rada, koji zauzima važno mjesto u domaćoj orijentalistici i istoriji književnosti, su radovi o ličnostima i stvaralaštvu jednog broja stvaralaca na orijentalnim jezicima, do tada malo poznatih u domaćoj orijentalistici: „Pjesnik Sabit Alaudin Užičanin kao sarajevski kadija i bosanski mula“ (Anali Gazi Husrevbegove biblioteke, II—III/1974, 3—20); „Ljubuški i Ljubušaci u Kačićevu Razgovoru ugodnom naroda slovinskoga“ (Radovi ANUBiH, Odjeljenje društvenih nauka, knj.19, Sarajevo, 1977, 243—267).
Bejtić je doprinio i izučavanju istorije pojedinih naselja u BiH iz vremena Osmanskog carstva. Posebno se ističu radovi: „Spomenici osmanlijske arhitekture u Bosni i Hercegovini“ (POF III—IV/1952—53, 229—296); „Povijest i umjetnost Foče na Drini“ (Naše starine, III/1956, 23—74, IV/1957, 33—62); „Nova kasaba u Jadru — Građevno-urbanistički razvoj naselja kao tipa karavanske varoši“ (Godišnjak društva istoričara Bosne i Hercegovine XI/1960, 225—250); „BanjaLuka pod turskom vladavinom — arhitektura i teritorijalni razvitak grada u XVI i XVII vijeku“ (Naše starine, I/1953, 91—117); „Rudo i rudski kraj kroz vjekove“ (Rudo-Spomenica povodom 30. godina Prve proleterske brigade, Sarajevo 1971, 179—240); „Podaci za kulturnu povijest vezirskog grada Travnika“ (Naše  starine, II/1954, 151—166), i mnogi drugi radovi.
Prikupljajući i proučavajući narodno književno i folklorno stvaralaštvo dao je znatan prilog i folklornoj baštini: „Prilozi proučavanju naših narodnih pjesama“ (dva dijela) (Bilten Instituta za proučavanje folklora, 2/1953, 387—405, 3/1955, 105—124); U rukopisu je ostao neobjavljen rad: „Zbirka epskih i lirskih pjesama“.
Zbog svog obilnog naučno-istraživačkog rada iz oblasti osmanistike izabran je za dopisnog člana Istanbulskog instituta i Instituta za islamsku umjetnost u Ankari, dok je njegov doprinos zaštiti i regeneraciji Baščaršije polučio dobijanje grupne 27.-julske nagrade SR Bosne i Hercegovine 1976. godine. Bejtić je učestvovao i na brojnim tematskim skupovima u Jugoslaviji i van nje, a sarađivao je i sa brojim naučnim ustanovama: Akademijom nauka Bosne i Hercegovine, Enciklopedijom Jugoslavije, Enciklopedijom likovnih umjetnosti (gdje su zapaženi njegovi doprinosi, kao i u Enciklopediji leksikografskog zavoda). Iza sebe je ostavio i brojne neobljavljene radove.
Preminuo je 7. jula 1981. godine u Sarajevu.

## Izabrana bibliografija

### Knjige
- Bejtić, Alija (2007). Banjaluka pod osmanskom vladavinom : arhitektura i teritorijalni razvitak grada ; [urednici Fuad Balić, Ismet Smailović, Sabira Husedžinović]. Banja Luka: Bošnjačka zajednica kulture "Preporod" (Banja Luka : Grafid).  371480  371480

### Radovi u časopisima
- Bejtić, Alija (1942). „Jedan srednjovekovni grad na Drini kod Goražde”. Narodna uzdanica : kalendar za godinu 1943. Sarajevo: Muslimansko kulturno društvo "Narodna uzdanica", (Sarajevo : Tiskara „Bosanska pošta“). XI: 135—138. Архивирано из оригинала 06. 03. 2023. г. Приступљено 06. 03. 2023.  214089223  22110470
- Bejtić, Alija (1943). „Uloga vakufa u izgradnji i razvitku naših gradova”. Narodna uzdanica : kalendar za godinu 1944 : (1363-1364. po Hidžri). Sarajevo: Muslimansko kulturno društvo "Narodna uzdanica", (Sarajevo : Tiskara „Bosanska pošta“). XII: 153—161. Архивирано из оригинала 02. 03. 2023. г. Приступљено 02. 03. 2023.  214089223  22110470
- Bejtić, Alija (1944). „Sokolovićev most na Drini u Višegradu”. Narodna uzdanica : kalendar za godinu 1945. Sarajevo: Muslimansko kulturno društvo "Narodna uzdanica", (Sarajevo : Tiskara „Bosanska pošta“). XIII: 148—169. Архивирано из оригинала 06. 03. 2023. г. Приступљено 06. 03. 2023.  214089223  200067596  22110470
- Bejtić, Alija (1953). „Banja Luka pod turskom vladavinom : Arhitektura i teritorijalni razvitak grada u XVI i XVII vijeku” (PDF). Naše starine. Sarajevo: Zemaljski zavod za zaštitu spomenika kulture i prirodnih rijetkosti Narodne Republike Bosne i Hercegovine, (Zagreb : Grafički zavod Hrvatske) (I): 91—116.  523428964  57465612  57465612  12902146
- Bejtić, Alija (1953). „Spomenici osmanlijske arhitekture u Bosni i Hercegovini”. Prilozi za orijentalnu filologiju i istoriju jugoslovenskih naroda pod turskom vladavinom. Sarajevo: Orijentalni institut (III—IV/1952-53): 229—297.  89151498  103969543  1126062052  16399874
- Bejtić, Alija (1972). „Stari trgovački putevi u Donjem Polimlju”. Prilozi za orijentalnu filologiju. Sarajevo: Orijentalni institut (22—23): 163—189.  104008455  1126062052  16399874

## Drugi o Bejtiću
Književnik Alija Nametak u svom „Sarajevskom nekrologiju“ je sljedeće zapisao o Bejtiću:
Alija Bejtić. Žalost je kad poznanik umre, a posebno kad se radi o učenjaku i pismenu čovjeku.
Upoznao sam se s njim godine 1943. Došao je iz travničke medrese u Gazi Husrevbegovu medresu. Predavao sam hrvatski jezik, a možda i još koji predmet, jer je nastava bila neredovita. Bio je bistar đak, a i školske zadaće bile su mu na visini. Jednom sam napisao ispod ocjene školske zadaće da je Bejtićeva zadaća vrvila od pravopisnih grešaka, ali da je stil na visini — i dao sam mu najbolju ocjenu. Jednom sam mu bio u stanu u Sarajevu 1955. Tom zgodom mi je pokazao tu zadaću i moju ocjenu. Čuvao je to kao veliku vrijednost.
Godine 1944. okupili smo, kao kulturno društvo “Narodna uzdanica” u Sarajevu, sav materijal Novog Behara i nastavili štampati XVI godište lista. Bejtić je bio administrator, ali i suradnik lista, od kojega je godine 1945. štampano šest brojeva.
Odmah iza rata, kao maturant osmorazredne Gazi Husrevbegove medrese, upisao se u Zagrebu na arhitektonsko-građevinski odsjek i diplomirao ga.
U Zagrebu je uspio štampati nanovo Rubaije Omera Hajjama i Saliha-hanumu, prijevod Fehim efendije Spahe. Čini mi se da su nasljednici prevodioca dobili nešto novca od ovih prijevoda.
Alija Bejtić je napisao velik broj članaka, studija i knjiga. Dok je bio u Sarajevu po nagovoru Osmana Asafa Sokolovića, pročitao je sve sidžile Sarajevskog suda turskog perioda, gdje se domogao bogatog materijala za kasnije studije.
Jedna digresija: Vrlo mlad se oženio. Nas dvojica smo dijelili jednu sobu u kancelarijama “Narodne uzdanice”. Njegova ženica, u zaru, vrlo često bi došla i otvorila vrata da vidi je li u administraciji i da nije s kakvom ženom. Čini se da je bila vrlo ljubomorna. Njegova pak punica je znala mnoštvo narodnih pjesama, koje je on bilježio i ponekad tiskao. Do kraja njezina života ju je cijenio i kad je umrla, napisao joj je nekrolog u Oslobođenju.
Jednu čitavu dekadu se nismo viđali, a onda smo se susretali. Uvijek bi me oslovio: “Kako ste, ustazi muhterem?”.
Nažalost, dvije mi se stvari kod njega nisu sviđale. Čuo sam da je Bejtić dao odobrenje da se poruši Mevevlijska tekija na Bentbaši, što je i učinjeno. Bez obzira što je to bila tekija, to je bio jedan divan ambijent, hladnjak, semahána, prirodan tok Miljacke, a sada je to kao tvrdo ukoričena knjiga bez sadržaja.
Druga stvar je posljednja s kojom se nisam zadovoljio, što je kao recenzet knjige Spomenici kulture Turskog doba u Mostaru Hivzije Hasandedića brisao naviknute naše izraze, na pr. Alija Rizvanbegović mj. Alipaša Rizvanbegović, Karađozova džamija mjesto Karađozbegova džamija i još dosta takvih gafova.
Strašno je mnogo pušio duhan, a umro je od tumora na mozgu. Pokopan je kao ateist. Mislim da nije bio ateist, a nije bio ni namaščija.
Umro je u 62. godini života.

## Literatura
- Čar-Drnda, Hatidža (1987). „Bibliografija radova Alije Bejtića”. Prilozi za orijentalnu filologiju. Sarajevo: Orijentalni institut (37): 203—210. ISSN 0555-1153.  104008455  1126062052  16399874
- Filandra, Šaćir (1998). Bošnjačka politika u XX. stoljeću. Sarajevo: Sejtarija. ISBN 9958-39-002-7. Архивирано из оригинала 17. 09. 2020. г. Приступљено 12. 03. 2020.  78099456
- „IN MEMORIAM : Alija Bejtić”. Prilozi za orijentalnu filologiju. Sarajevo: Orijentalni institut (31): 7—9. 1981. ISSN 0555-1153.  104008455  1126062052  16399874
- Kico, Mehmed (2011). „Vodič kroz imena orijentalista”. Novi Muallim. Sarajevo: Udruženje Ilmijje Islamske zajednice u BiH. 12 (45): 87—96. ISSN 1512-6560.  8843014
- Nametak, Alija (1994). Sarajevski nekrologij. [S. l.] : Globus ; Zürich : Bošnjački Institut. ISBN 3-905211-00-9.  121028364  47073280
- Nametak, Alija (2004). Sarajevski nekrologij. Sarajevo: Civitas,  (Ljubljana : Mladinska knjiga). ISBN 9958-717-20-4.  13114118  214465536  13114118
- Zlatar, Behija (2010). „Šezdeset godina postojanja i rada Orijentalnog instituta”. Prilozi za orijentalnu filologiju. Sarajevo: Orijentalni institut (60): 9—20. ISSN 0555-1153.  104008455  1126062052  16399874